# Рошіорі (комуна, Яломіца)
Рошіорі (рум. Roșiori) — комуна у повіті Яломіца в Румунії. До складу комуни входить єдине село Рошіорі.
Комуна розташована на відстані 39 км на північний схід від Бухареста, 66 км на захід від Слобозії, 148 км на південний захід від Галаца, 136 км на південний схід від Брашова.

## Населення
У 2009 року у комуні проживали 2030 осіб.

## Зовнішні посилання
- Дані про комуну Рошіорі на сайті Ghidul Primăriilor